# Olmeta-di-Capocorso
Olmeta-di-Capocorso (en cors Olmeta di Capicorsu) és un municipi francès, situat a la regió de Còrsega, al departament d'Alta Còrsega. L'any 2004 tenia 124 habitants.

## Demografia
| 1962 | 1968 | 1975 | 1982 | 1990 | 1999 | 2004 |
| ---- | ---- | ---- | ---- | ---- | ---- | ---- |
| 203  | 210  | 175  | 126  | 104  | 112  | 124  |

## Administració
| Període   | Identitat                 | Partit | Qualitat |  |
| --------- | ------------------------- | ------ | -------- |  |
| 2001-2008 | Jean-Baptiste Boncompagni |        |          |  |
| 2008-     | Mireille Boncompagni      |        |          |  |